# アラントイン酸
アラントイン酸(Allantoic acid)は、C4H8N4O4の化学式を持つ有機化合物である。アラントインの加水分解によって得られる結晶性の酸である。
一部の脊椎動物を除く多くの動物では、プリン代謝の中間体であり、アラントインがアラントイナーゼによって分解されることで生成する。アラントイン酸はさらにアラントイカーゼによって分解され、グリオキシル酸と尿素になる。